# Noël Copin
Pour les articles homonymes, voir Copin.
Noël Copin, né le 22 décembre 1929 à Besançon et mort le 4 mars 2007 à Versailles des suites d'un cancer, est un journaliste français. 

## Biographie
Après des études de philosophie et l’obtention d’une licence, il s’engage dans le journalisme à L'Est républicain en 1954, avant de rejoindre La Croix en 1955, après une rencontre avec le père Gabel au cours d’un congrès de la Jeunesse étudiante chrétienne (JEC), mouvement dans lequel il milite.
Pour La Croix, il couvre la guerre d'Algérie comme reporter, ainsi que le concile Vatican II à Rome. Après avoir été chef du service politique, il devient rédacteur en chef en 1967.
En 1977, il quitte la presse écrite pour rejoindre la télévision : Antenne 2, comme chef du service politique. Les bouleversements de l'arrivée de la gauche au pouvoir agitent bientôt la télévision publique. La rédaction de l'antenne le choisit comme directeur par intérim, puis rédacteur en chef.
En 1982, il fait un passage à TF1 en tant qu'éditorialiste politique.
Il fut souvent participant de l'émission Droit de réponse.
En juin 1983, La Croix le rappelle et lui confie la direction de la rédaction, poste qu'il occupe jusqu’à son départ à la retraite fin 1994.
Il occupe sa retraite en étant le médiateur de Radio France internationale (RFI), en écrivant des chroniques pour La Croix. De 1994 à 2004, il est président de la section française de Reporters sans frontières. Il en est fait président d'honneur en 2004. Parallèlement, de 1995 à 2007, il défend le droit à la scolarité pour les enfants malades ou handicapés et préside l'association « Votre école chez vous ». En 2006, il est nommé membre du comité d'éthique du ministère des Affaires étrangères.

### Sa personnalité
- « Un de ces laïcs chrétiens qui illustrent le meilleur des acquis de Vatican II » écrit de lui Henri Madelin, dans Études d'octobre 1996.
- « Ne jamais écrire sur quelqu'un ce que je ne pourrais pas dire en face de lui » était l'une de ses règles professionnelles.

## Distinctions
- Chevalier de la Légion d'honneur
- Chevalier de l'ordre national du Mérite
- Officier de l'ordre du Mono (2011)[4]

## Publications
- Quoi qu'il en coûte, conversations avec Georges Montaron, éd. Stock, Paris, 1975
- La passion de comprendre, Noël Copin interroge Alfred Grosser, éd. Le Centurion, Paris, 1977
- La vie politique française, Éditions ouvrières, Paris, 1978
- Je doute donc je crois, éd. Flammarion–éd. Desclée de Brouwer, Paris, 1996  (ISBN 2-08-066328-3)
- Lettre aux chrétiens qui ont le blues, éd. Desclée de Brouwer, Paris, 2001  (ISBN 2-220-04990-6)
- Vatican II retrouvé, éd. Desclée de Brouwer, Paris, 2003  (ISBN 2-220-05200-1)